# Кэмпбелл, Жоэль
Жоэ́ль Ната́ниэль Кэ́мпбелл Са́муэльс (исп. Joel Nathaniel Campbell Samuels, произносится [ʒoˈel ˈkambel]; род. 26 июня 1992, Сан-Хосе) — коста-риканский футболист, нападающий клуба «Алахуэленсе» и сборной Коста-Рики. Участник чемпионатов мира 2014, 2018 и 2022 годов.

## Карьера
Кэмпбелл начал свою карьеру в клубе «Депортиво Саприсса». В начале 2011 года побывал в аренде в клубе «Пунтаренас». В составе сборной Коста-Рики в 2011 году игрок принимал участие в Золотом кубке КОНКАКАФ, Кубке Америки, а также в молодёжном чемпионате мира. Успешная игра на этих турнирах привлекла внимание скаутов «Арсенала», и 28 июля коста-риканские СМИ объявили о переходе Кэмпбелла в английскую команду. Сам игрок опроверг факт перехода, но подтвердил, что переговоры ведутся.
6 августа было объявлено о том, что «Арсенал» и «Саприсса» договорились о сумме трансфера игрока.
12 августа игрок подписал контракт с лондонским клубом, но его условия ещё не были подтверждены. 19 августа о трансфере было сообщено официально.
Кэмпбелл не смог получить разрешение на работу в Англии и 31 августа отправился в аренду во французский «Лорьян». После сезона, проведённого во Франции, Кэмпбелл, несмотря на регулярные выступления за свою сборную, вновь не получил разрешения на работу в Англии и перешёл в «Реал Бетис» на правах аренды на один сезон. После сезона в Испании вновь вернулся в «Арсенал».
В августе 2016 года Кэмпбелл был отдан в аренду на один сезон лиссабонскому «Спортингу».
Летом 2017 года Кэмпбелл во второй раз отправился в аренду в «Бетис» на один сезон.
В августе 2018 года Кэмпбелл перешёл в клуб итальянской Серии A «Фрозиноне», подписав трёхлетний контракт. Летом 2018 года клуб Лиги MX «Леон» взял коста-риканца в аренду на 18 месяцев.

## Международная карьера
На чемпионате мира 2014 года в Бразилии Кэмпбелл забил первый гол Уругваю, матч закончился 3:1 в пользу коста-риканцев, а сам Жоэль был признан лучшим игроком матча.

## Статистика

### Матчи и голы за сборную
| №  | Дата             | Оппонент          | Счёт          | Голы | Соревнование                      |
| -- | ---------------- | ----------------- | ------------- | ---- | --------------------------------- |
| 1  | 5 июня 2011      | Куба              | 5:0           | 1    | Золотой кубок КОНКАКАФ 2011       |
| 2  | 9 июня 2011      | Сальвадор         | 1:1           | —    | Золотой кубок КОНКАКАФ 2011       |
| 3  | 18 июня 2011     | Гондурас          | 1:1 (2:4 пен) | —    | Золотой кубок КОНКАКАФ 2011       |
| 4  | 2 июля 2011      | Колумбия          | 0:1           | —    | Кубок Америки 2011                |
| 5  | 7 июля 2011      | Боливия           | 2:0           | 1    | Кубок Америки 2011                |
| 6  | 11 июля 2011     | Аргентина         | 0:3           | —    | Кубок Америки 2011                |
| 7  | 7 октября 2011   | Бразилия          | 0:1           | —    | Товарищеский матч                 |
| 8  | 11 ноября 2011   | Панама            | 0:2           | —    | Товарищеский матч                 |
| 9  | 15 ноября 2011   | Испания           | 2:2           | 1    | Товарищеский матч                 |
| 10 | 29 февраля 2012  | Уэльс             | 1:0           | 1    | Товарищеский матч                 |
| 11 | 25 мая 2012      | Гватемала         | 3:2           | —    | Товарищеский матч                 |
| 12 | 1 июня 2012      | Гватемала         | 0:1           | —    | Товарищеский матч                 |
| 13 | 8 июня 2012      | Сальвадор         | 2:2           | 1    | Отборочные матчи ЧМ-2014          |
| 14 | 12 июня 2012     | Гайана            | 4:0           | 1    | Отборочные матчи ЧМ-2014          |
| 15 | 15 августа 2012  | Перу              | 0:1           | —    | Товарищеский матч                 |
| 16 | 7 сентября 2012  | Мексика           | 0:2           | —    | Отборочные матчи ЧМ-2014          |
| 17 | 11 сентября 2012 | Мексика           | 0:1           | —    | Отборочные матчи ЧМ-2014          |
| 18 | 16 октября 2012  | Гайана            | 7:0           | —    | Отборочные матчи ЧМ-2014          |
| 19 | 14 ноября 2012   | Боливия           | 1:1           | 1    | Товарищеский матч                 |
| 20 | 6 февраля 2013   | Панама            | 2:2           | —    | Отборочные матчи ЧМ-2014          |
| 21 | 22 марта 2013    | США               | 0:1           | —    | Отборочные матчи ЧМ-2014          |
| 22 | 26 марта 2013    | Ямайка            | 2:0           | —    | Отборочные матчи ЧМ-2014          |
| 23 | 7 июня 2013      | Гондурас          | 1:0           | —    | Отборочные матчи ЧМ-2014          |
| 24 | 11 июня 2013     | Мексика           | 0:0           | —    | Отборочные матчи ЧМ-2014          |
| 25 | 18 июня 2013     | Панама            | 2:0           | —    | Отборочные матчи ЧМ-2014          |
| 26 | 6 сентября 2013  | США               | 3:1           | 1    | Отборочные матчи ЧМ-2014          |
| 27 | 10 сентября 2013 | Ямайка            | 1:1           | —    | Отборочные матчи ЧМ-2014          |
| 28 | 11 октября 2013  | Гондурас          | 0:1           | —    | Отборочные матчи ЧМ-2014          |
| 29 | 15 октября 2013  | Мексика           | 2:1           | —    | Отборочные матчи ЧМ-2014          |
| 30 | 19 ноября 2013   | Австралия         | 0:1           | —    | Товарищеский матч                 |
| 31 | 5 марта 2014     | Парагвай          | 2:1           | 1    | Товарищеский матч                 |
| 32 | 2 июня 2014      | Япония            | 1:3           | —    | Товарищеский матч                 |
| 33 | 6 июня 2014      | Ирландия          | 1:1           | —    | Товарищеский матч                 |
| 34 | 14 июня 2014     | Уругвай           | 3:1           | 1    | Финальные матчи ЧМ-2014           |
| 35 | 20 июня 2014     | Италия            | 1:0           | —    | Финальные матчи ЧМ-2014           |
| 36 | 24 июня 2014     | Англия            | 0:0           | —    | Финальные матчи ЧМ-2014           |
| 37 | 29 июня 2014     | Греция            | 1:1 (5:3 пен) | —    | Финальные матчи ЧМ-2014           |
| 38 | 5 июля 2014      | Нидерланды        | 0:0 (3:4 пен) | —    | Финальные матчи ЧМ-2014           |
| 39 | 3 сентября 2014  | Никарагуа         | 3:0           | —    | Центральноамериканский кубок 2014 |
| 40 | 7 сентября 2014  | Панама            | 2:2           | —    | Центральноамериканский кубок 2014 |
| 41 | 14 октября 2014  | Республика Корея  | 3:1           | —    | Товарищеский матч                 |
| 42 | 13 ноября 2014   | Уругвай           | 3:3           | —    | Товарищеский матч                 |
| 43 | 26 марта 2015    | Парагвай          | 0:0           | —    | Товарищеский матч                 |
| 44 | 31 марта 2015    | Панама            | 1:2           | —    | Товарищеский матч                 |
| 45 | 6 июня 2015      | Колумбия          | 0:1           | —    | Товарищеский матч                 |
| 46 | 11 июня 2015     | Испания           | 1:2           | —    | Товарищеский матч                 |
| 47 | 27 июня 2015     | Мексика           | 2:2           | —    | Товарищеский матч                 |
| 48 | 8 июля 2015      | Ямайка            | 2:2           | —    | Золотой кубок КОНКАКАФ 2015       |
| 49 | 11 июля 2015     | Сальвадор         | 1:1           | —    | Золотой кубок КОНКАКАФ 2015       |
| 50 | 14 июля 2015     | Канада            | 0:0           | —    | Золотой кубок КОНКАКАФ 2015       |
| 51 | 19 июля 2015     | Мексика           | 0:1 (д. в.)   | —    | Золотой кубок КОНКАКАФ 2015       |
| 52 | 5 сентября 2015  | Бразилия          | 0:1           | —    | Товарищеский матч                 |
| 53 | 8 сентября 2015  | Уругвай           | 1:0           | —    | Товарищеский матч                 |
| 54 | 8 октября 2015   | ЮАР               | 0:1           | —    | Товарищеский матч                 |
| 55 | 13 октября 2015  | США               | 1:0           | 1    | Товарищеский матч                 |
| 56 | 13 ноября 2015   | Республика Гаити  | 1:0           | —    | Отборочные матчи ЧМ-2018          |
| 57 | 17 ноября 2015   | Панама            | 2:1           | —    | Отборочные матчи ЧМ-2018          |
| 58 | 25 марта 2016    | Ямайка            | 1:1           | —    | Отборочные матчи ЧМ-2018          |
| 59 | 29 марта 2016    | Ямайка            | 3:0           | —    | Отборочные матчи ЧМ-2018          |
| 60 | 27 мая 2016      | Венесуэла         | 2:1           | —    | Товарищеский матч                 |
| 61 | 4 июня 2016      | Парагвай          | 0:0           | —    | Кубок Америки 2016                |
| 62 | 7 июня 2016      | США               | 0:4           | —    | Кубок Америки 2016                |
| 63 | 11 июня 2016     | Колумбия          | 3:2           | —    | Кубок Америки 2016                |
| 64 | 2 сентября 2016  | Республика Гаити  | 1:0           | —    | Отборочные матчи ЧМ-2018          |
| 65 | 6 сентября 2016  | Панама            | 3:1           | —    | Отборочные матчи ЧМ-2018          |
| 66 | 9 октября 2016   | Россия            | 4:3           | 1    | Товарищеский матч                 |
| 67 | 11 ноября 2016   | Тринидад и Тобаго | 2:0           | —    | Отборочные матчи ЧМ-2018          |
| 68 | 15 ноября 2016   | США               | 4:0           | 2    | Отборочные матчи ЧМ-2018          |
| 69 | 24 марта 2017    | Мексика           | 0:2           | —    | Отборочные матчи ЧМ-2018          |
| 70 | 28 марта 2017    | Гондурас          | 1:1           | —    | Отборочные матчи ЧМ-2018          |
| 71 | 8 июня 2017      | Панама            | 0:0           | —    | Отборочные матчи ЧМ-2018          |
| 72 | 13 июня 2017     | Тринидад и Тобаго | 2:1           | —    | Отборочные матчи ЧМ-2018          |
| 73 | 7 июля 2017      | Гондурас          | 1:0           | —    | Золотой кубок КОНКАКАФ 2017       |
| 74 | 11 июля 2017     | Канада            | 1:1           | —    | Золотой кубок КОНКАКАФ 2017       |
| 75 | 3 июня 2018      | Северная Ирландия | 3:0           | 1    | Товарищеский матч                 |
| 76 | 7 июня 2018      | Англия            | 0:2           | —    | Товарищеский матч                 |
| 77 | 11 июня 2018     | Бельгия           | 1:4           | —    | Товарищеский матч                 |
| 78 | 17 июня 2018     | Сербия            | 0:1           | —    | Финальные матчи ЧМ-2018           |
| 79 | 27 июня 2018     | Швейцария         | 2:2           | —    | Финальные матчи ЧМ-2018           |
| 80 | 11 октября 2018  | Мексика           | 2:3           | 1    | Товарищеский матч                 |
| 81 | 16 октября 2018  | Колумбия          | 1:3           | —    | Товарищеский матч                 |
| 82 | 16 ноября 2018   | Чили              | 3:2           | —    | Товарищеский матч                 |
| 83 | 20 ноября 2018   | Перу              | 3:2           | 1    | Товарищеский матч                 |
| 84 | 22 марта 2019    | Гватемала         | 0:1           | —    | Товарищеский матч                 |
| 85 | 26 марта 2019    | Ямайка            | 1:0           | —    | Товарищеский матч                 |
| 86 | 5 июня 2019      | Перу              | 0:1           | —    | Товарищеский матч                 |
| 87 | 16 июня 2019     | Никарагуа         | 4:0           | —    | Золотой кубок КОНКАКАФ 2019       |
| 88 | 20 июня 2019     | Бермуды           | 2:1           | —    | Золотой кубок КОНКАКАФ 2019       |
| 89 | 24 июня 2019     | Республика Гаити  | 1:2           | —    | Золотой кубок КОНКАКАФ 2019       |
| 90 | 29 июня 2019     | Мексика           | 1:1 (4:5 пен) | —    | Золотой кубок КОНКАКАФ 2019       |

Итого: сыграно матчей: 90 / забито голов: 17; победы: 37, ничьи: 22, поражения: 31.

## Достижения

### Командные
Депортиво Саприсса
- Чемпион Коста-Рики: 2009/10

Олимпиакос
- Чемпион Греции: 2013/14

Арсенал
- Обладатель Суперкубка Англии: 2014

Сборная Коста-Рики
- Обладатель Центральноамериканского кубка: 2013
- Финалист чемпионата КОНКАКАФ среди молодёжных команд: 2011

### Личные
- Лучший бомбардир чемпионата КОНКАКАФ среди молодёжных команд: 2011 (6 голов)